# Hoplosauris analogica
Hoplosauris analogica är en fjärilsart som beskrevs av Louis Beethoven Prout 1924. Hoplosauris analogica ingår i släktet Hoplosauris och familjen mätare. Inga underarter finns listade i Catalogue of Life.